# Paraeuchaeta polaris
Paraeuchaeta polaris är en kräftdjursart som beskrevs av Brodsky 1950. Paraeuchaeta polaris ingår i släktet Paraeuchaeta och familjen Euchaetidae. Inga underarter finns listade i Catalogue of Life.